# Condomois (IGP)
Le condomois, appelé ''vin de pays des côtes du Condomois jusqu'en 2009, est un vin français d'indication géographique protégée (le nouveau nom des vins de pays) de zone produit dans la zone Ténarèze (le Condomois). Depuis 2009, ces vins ont été intégrés à l'IGP Côtes-de-gascogne.
C'est le décret du 13 septembre 1968 qui a donné naissance aux vins de pays en les distinguant des vins de table. Cette dénomination entend le respect de règles de production et de normes rigoureuses, sanctionnées par un agrément qualitatif officiel. Sa création officielle remonte au 25 janvier 1982 (proclamation du décret spécifique).

## Production
Les vignerons du Syndicat de défense des côtes du Condomois doivent répondre à un cahier de production bien précis, chaque parcelle est identifiée et répertoriée.

## Règles
Seulement des vins rouge, rosé et blanc. 
Seulement du vin provenant de la zone définie. 
Cépages pour vin rouge et rosé :
abouriou, merlot, cabernet sauvignon, cabernet franc, duras, fer servadou, négrette, portugais bleu, malbec et tannat.
Cépages pour vin blancs :
colombard, jurançon blanc, len de l'El, sauvignon, sémillon, muscadelle, gros manseng.

## Zone de production
Dans le Gers principalement autour de la ville de Condom. Sur des terroirs argilo-calcaire, la région Côtes du Condomois s’étale de part et d’autre de la Baïse.